# Задружен театър
Задружен театър е български кооперативен пътуващ театър. Създаден и ръководен от Дочо Касабов в София. Съществува в периода 1922-1930 и 1939-1940 г.

## История
Театъра е открит на 10 септември 1922 г. с постановката „Миреле Ефрос“ от Гордин. Трупата съществува до 1930 г. През 1939 г. Дочо Касабов възобновява отново трупата, но само за един сезон. През 1940 г. театъра се разформирова окончателно.

## Актьорски състав
В „Задружен театър“ играят актьорите Дочо Касабов, Иванка Касабова, Иван Димов, Георги Миятев, Марийка Попова, Любомир Бобчевски, Надя Станиславска, Георги Костов, Елена Костова, Евлампия Петкова, Давид Георгиев.

## Спектакли
„Задружен театър“ подготвя постановките си в София и ги представя в страната. По-значимите са: 
- „Силата на мрака“ от Лев Толстой
- „Големанов“ от Ст. Л. Костов
- „Морската болест“ от Ст. Л. Костов
- „Бай Ганьо“ от Алеко Константинов
- „Съмнително лице“ от Бранислав Нушич
- „Спекуланти“ от Александър Гиргинов